# Tando Muhammad Khan (Distrikt)
Der Distrikt Tando Muhammad Khan ist ein Verwaltungsdistrikt in Pakistan in der Provinz Sindh. Sitz der Distriktverwaltung ist die gleichnamige Stadt Tando Muhammad Khan.
Der Distrikt hat eine Fläche von 1734 km² und nach der Volkszählung von 2017 677.228 Einwohner. Die Bevölkerungsdichte beträgt 391 Einwohner/km². Im Distrikt wird zur Mehrheit die Sprache Sindhi gesprochen.

## Lage
Der Distrikt befindet sich im Süden der Provinz Sindh, die sich im Südosten von Pakistan befindet. Tando Muhammad Khan befindet sich östlich der Megastadt Karatschi.

## Verwaltungsgliederung
Der Distrikt ist administrativ in drei Tehsil unterteilt:
- Bulri Shah Karim
- Tando Ghulam Hyder
- Tando Muhammad Khan

## Demografie
Zwischen 1998 und 2017 wuchs die Bevölkerung um jährlich 2,31 %. Von der Bevölkerung leben ca. 18 % in städtischen Regionen und ca. 82 % in ländlichen Regionen. In 131.565 Haushalten leben 350.010 Männer, 327.202 Frauen und 16 Transgender, woraus sich ein Geschlechterverhältnis von 107 Männer pro 100 Frauen ergibt und damit einen für Pakistan häufigen Männerüberschuss.
Die Alphabetisierungsrate in den Jahren 2014/15 bei der Bevölkerung über 10 Jahren liegt bei 30 % (Frauen: 21 %, Männer: 39 %) und ist damit die niedrigste innerhalb der Provinz Sindh.
| Jahr | Einwohnerzahl |
| ---- | ------------- |
| 1998 | 438.624       |
| 2017 | 677.228       |